# Max-Planck-Institut für Stoffwechselforschung
Das Max-Planck-Institut für Stoffwechselforschung (ehemals Max-Planck-Institut für neurologische Forschung) ist ein Forschungsinstitut unter dem Dach der Max-Planck-Gesellschaft. Die Forschenden am Institut wollen mit ihrer Grundlagenforschung verstehen wie der Körper sein Gewicht und den Zuckerstoffwechsel reguliert. Forschungsschwerpunkt ist dabei insbesondere die Aufklärung der neuronalen Regelkreise im Gehirn, die für einen ausgeglichenen Energiehaushalt im Körper sorgen. Die Forscher setzen multimodale und molekulare Bildgebung ein, um intakte aber auch Fehlregulation zu beschreiben. Gelingt es, die neuronalen Signalwege des Stoffwechsels in Gesunden wie in Erkrankten grundlegend zu verstehen, können langfristig neue molekulare Therapieansätze für Erkrankungen wie Alterszucker und Adipositas entwickelt werden.
Das Institut liegt zentral auf dem Campus der Universität zu Köln und der Universitätsklinik Köln. Unmittelbare Nachbarn und wissenschaftliche Partner sind die naturwissenschaftliche und medizinische Fakultät der Universität zu Köln, das Cologne Excellence Cluster on Cellular Stress Responses in Aging-Associated Diseases (CECAD), das Max-Planck-Institut für Biologie des Alterns sowie das Max-Planck-Institut für Neurobiologie des Verhaltens (ehemals Forschungszentrum caesar) in Bonn. Seit 2011 ist Jens Claus Brüning Direktor des MPI für Stoffwechselforschung.

## Strukturdaten
Das Institut umfasst folgende Departments und Forschungsgruppen:
Departments
- Neuronal Control of Metabolism (Jens C. Brüning)

MPG-Forschungsgruppen
- Neurocircuit Wiring and Function (Sophie Steculorum)

Forschungsgruppen
- Translational Neurocircuitry (Marc Tittgemeyer)
- Synaptic Transmission in Energy Homeostasis Group (Henning Fenselau)
- Obesity and Cancer (Thomas Wunderlich)

## Graduiertenschule:Cologne Graduate School of Ageing Research
Die Cologne Graduate School of Ageing Research wurde 2013 als gemeinsame Graduiertenschule der Graduate School of the Cellular Stress Responses in Aging-Associated Diseases (CECAD) und der International Max Planck Research School for Ageing (IMPRS AGE) gegründet. Neben dem Exzellenzcluster CECAD der Universität zu Köln und der Universitätsklinik Köln sind das Max-Planck-Institut für Biologie des Alterns und das Max-Planck-Institut für Stoffwechselforschung beteiligt. Die Cologne Graduate School of Ageing Research bietet außergewöhnlich talentierten Studierenden die Möglichkeit zur Promotion im Gebiet der Alternsforschung im Rahmen eines 3-jährigen strukturierten Programms. Der Doktorgrad wird von der Universität zu Köln verliehen. Seit 2019 bietet die „Cologne Graduate School of Ageing Research“ ein Master Fellowship programme an. Durch dieses Programm werden bis zu 5 Masterstipendien pro Jahr an exzellente Studierende vergeben, die sich besonders für den Bereich der Alternsforschung interessieren. Das Masterstudium absolvieren die Studierenden im „Biological Science Master Programm“ der Universität zu Köln.

## Geschichte des MPI für Stoffwechselforschung
Das heutige Max-Planck-Institut für Stoffwechselforschung wurde im Juni 2014 gegründet und ist aus dem Max-Planck-Institut für neurologische Forschung hervorgegangen. Die Wurzeln dieses Instituts reichen zurück bis 1951, als Klaus Joachim Zülch als wissenschaftliches Mitglied der Max-Planck-Gesellschaft berufen wurde, um die neu gegründete Abteilung für Allgemeine Neurologie in Köln als assoziierte Abteilung des Max-Planck-Institut für Hirnforschung in Frankfurt zu leiten. Auf Zülch folgte 1982 Wolf-Dieter Heiss als Direktor der Abteilung für Allgemeine Neurologie und Konstantin-Alexander Hossmann als Direktor des im selben Jahr gegründeten Max-Planck-Instituts für neurologische Forschung in Köln. Im Jahr 1990 zog das Institut in sein heutiges Gebäude auf dem Campus des Universitätsklinikums Köln um. Mit der Berufung von Yves von Cramon als Verwaltungsdirektor im Jahr 2005 und der Installation von bisher vier Nachwuchsgruppen wurde das Institut neu konzipiert. Zu diesem Zeitpunkt wurde das Institut in MPI für neurologische Forschung und Klaus-Joachim-Zülch-Laboratorien der Max-Planck-Gesellschaft und der Medizinischen Fakultät der Universität zu Köln (UoC) umbenannt.
Angesichts der dynamischen Entwicklung des Forschungscampus in Köln durch die Förderung des Kölner Exzellenzclusters „Cellular Stress Responses in Aging-Associated Diseases“ (CECAD) im Jahr 2007 und die Gründung des benachbarten MPI für Biologie des Alterns im Jahr 2009 beschloss die Max-Planck-Gesellschaft, den Forschungsschwerpunkt des MPI für neurologische Forschung auf die Erforschung von Stoffwechsel- und Stoffwechselstörungen neu auszurichten. Im Jahr 2011 wurde Prof. Jens Claus Brüning als wissenschaftliches Mitglied der MPG und als neuer Direktor des Instituts gewonnen. Anschließend wurde das Institut im Juni 2015 in Max-Planck-Institut für Stoffwechselforschung umbenannt.

## Belege
1. 1 2  Organigram auf der Homepage des Max-Planck-Institut für Stoffwechselforschung, abgerufen am 17. November 2019.
2. ↑  Das Institut. Abgerufen am 5. Februar 2020.
3. ↑  MPI für Stoffwechselforschung. Abgerufen am 4. Februar 2020.
4. ↑  Cologne Graduate School of Ageing Research: Home. Abgerufen am 4. Februar 2020.
5. ↑  Biologie: Master of Science. Abgerufen am 4. Februar 2020.

Koordinaten: 50° 55′ 32,5″ N, 6° 54′ 59,9″ O